# Victor Procopé
Johan Victor Procopé, född 20 februari 1918 i Helsingfors, död där 7 augusti 1998, var en finländsk lärare och politiker.
Procopé, som var son till minister Hjalmar J. Procopé och Mary Ek, blev student 1935, filosofie kandidat 1943 och filosofie magister 1950. Han var ombudsman och byråchef vid Krigsinvalidernas brödraförbund 1944–1945, tjänsteman och forskare vid finansministeriets avdelning för folkhushållning 1946–1950, viceordförande i förvaltningsrådet för Victor Ek Ab 1950–1959, ordförande från 1959. Han var lärare i nationalekonomi vid Tekniska läroverket i Helsingfors från 1961, Svenska handelshögskolan från 1962 och Svenska handelsinstitutet från 1965. 
Procopé var medlem av Svenska folkpartiets centralstyrelse från 1957, av centralstyrelsen för Svensk Ungdom 1954–1957, förste ordförande i Svensk Ungdoms Höger 1948–1954. Han var medlem av Helsingfors stadsfullmäktige från 1951, stadsstyrelsen från 1965 och ordförande i befolkningsskyddsnämnden från 1954. Han var medlem av Finlands riksdag 1958–1962 och 1966–1975, sekreterare i Svenska folkpartiets riksdagsgrupp, medlem av kommunutskottet 1958–1962, Finlands stadsförbunds styrelse från 1964 och Svenska Finlands folkting från 1964. Han tilldelades kommunalråds titel 1976.

### Uppslagsverk
- Procopé, Johan Victor i Vem och vad 1967